# Rurik Rostislavič
Rurik Rostislavič, panovnickým jménem též jako Rurik II. Kyjevský (rusky a ukrajinsky Рюрик Ростиславич, ?–1214) byl kníže novgorodský (1170–1171), bělgorodsko-kyjevský (1173–1194), velkokníže kyjevský (Kyjev, 1173, 1181, 1194-1201, 1203–1204, 1205–1206, 1207–1210) a kníže černigovský (1210–1214). Pocházel z dynastie Rurikovců.

## Život

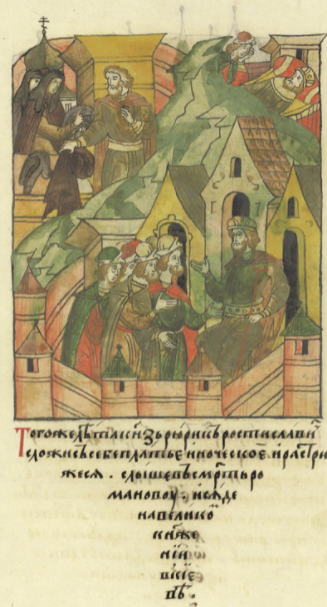
Rurik Rostislavič se dovídá o smrti Romana II., odkládá postřih a vrací se na kyjevský trůn.

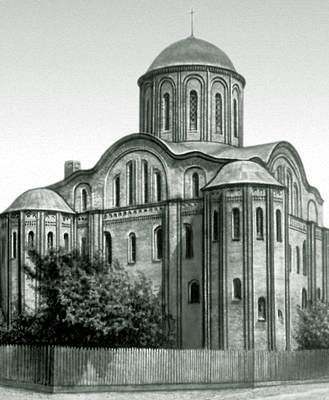
Chrám sv. Vasilije nechal postavit Rurik II. na své votčině v Ovruči.

Rurik se narodil jako syn Rostislava I. Kyjevského.
Boje o následnictví Kyjevské Rusi Rurika postavily na trůn nejméně sedmkrát. V roce 1182 se stal spoluvládcem Svjatoslava III., uspořádání, které trvalo až do Svjatoslavovy smrti v roce 1194. Poté Rurik vládl sám až do roku 1199, kdy jeho vládu zpochybnil Roman Mstislavič Veliký a Rurika sesadil.
Po krátkém působení v Černihivě, kde nechal postavit chrám sv. Paraskevy, zaútočil Rurik v roce 1203 spolu se svými příbuznými a kumánským vojskem na Kyjev a vyplenil jej, nakonec však byl odražen. Rurik byl poté v roce 1204 uvězněn v klášteře a postřižen na mnicha, ale po smrti Romana Velikého v roce 1205 svaté sliby opustil a vrátil se na trůn.
Rurikův bratranec Vsevolod cítil, že Rurikovy předchozí mnišské sliby učinily jeho panovnickou autoritu neplatnou, a tak v letech 1206, 1207 a 1211 zaútočil na Kyjev a nakrátko ho obsadil. Při tom se mu podařilo zajmout Rurika, který zemřel v zajetí v Černihivě.

### Manželství a potomstvo
Rurik byl ženatý s Annou Turovskou, mezi jejich dětmi byl Rostislav II. Kyjevský.